# Hermann Bischopinck
Hermann Bischopinck (* im 16. Jahrhundert in Münster; † 29. Juni 1619 ebenda) war ein deutscher Jurist, Offizial und Generalvikar im Bistum Münster.

## Leben
Hermann Bischopinck entstammte der münsterischen Erbmännerfamilie Bischopinck und war der Sohn des Johann Bischopinck zu Kückeling und dessen Ehefrau Margarethe Boland.
Am 2. Mai 1581 immatrikulierte er sich an der Artistenfakultät Köln und wurde 1594 als Doktor beider Rechte zum Assessor am Geistlichen Hofgericht bestallt. Mehrfach hatte er sich durch entschlossenes Eintreten für eine Besserung der religiösen Missstände für die Mitarbeit in diesem Gremium empfohlen. Von 1596 an fungierte er als Siegler des Weltlichen und Geistlichen Hofgerichts und war Generalvikar. Als Siegler hatte er als Vorsitzender der Prüfungskommission für Ordinanden maßgeblichen Einfluss auf die Zulassung der einzelnen Kandidaten für die Seelsorge.
Erzbischof Ernst von Bayern ernannte ihn am 28. November 1600 zum Offizial. Damit war er Vorsteher eines Kirchengerichts. In den Jahren von 1602 bis 1619 war er Dechant am Alten Dom in Münster. Generalvikar blieb er bis Ende 1612, als Ferdinand von Bayern die Nachfolge seines Onkels Ernst antrat, den geistlichen Rat auflöste und Johannes Hartmann als Generalvikar einsetzte.
Am 19. Mai 1615 übergab Ferdinand gegen den Willen des Domkapitels das Siegleramt ebenfalls an Johannes Hartmann.
Das Amt des Offizials behielt Bischopinck bis zum Lebensende.
Mit dem Erhalt der Tonsur im Jahre 1596 wurde Bischopinck auf ein geistliches Leben vorbereitet und am 15. Juli 1601 zum Subdiakon geweiht. Er war Kanoniker und Thesaurar an St. Ludgeri in Münster, wo er 1603 eine der Chorstatuen stiftete.
In der St. Aegidii-Kirche Münster war er Mitglied der Liebfrauenbruderschaft.